# Henk Overbeek
Hendrik Willem (Henk) Overbeek (Haarlem, 13 oktober 1949) is een Nederlands emeritus hoogleraar en voormalig Eerste Kamerlid namens de SP.
Hij doorliep het Murmelliusgymnasium en studeerde politicologie en internationale betrekkingen aan de Universiteit van Amsterdam en promoveerde daar in 1988 in de sociale wetenschappen. Overbeek was van 1974 tot 1998 werkzaam als wetenschappelijk medewerker en docent internationale betrekkingen aan de Universiteit van Amsterdam. Van 1994 tot 2004 doceerde hij dat vakgebied aan de Webster University, campus Leiden. Tussen 1999 en 2001 was Overbeek universitair hoofddocent internationale betrekkingen aan de Vrije Universiteit Amsterdam (VU) en werd daar in dat vakgebied aansluitend buitengewoon hoogleraar in het bijzonder gericht op transnationale politiek. Van 2004 tot 1 januari 2015 was hij hoogleraar internationale betrekkingen aan de VU. Op 4 oktober 2016 werd Overbeek lid van de Eerste Kamer in de vacature die ontstond na het tussentijdse vertrek van Tuur Elzinga. Hij zou tot midden 2019 Eerste Kamerlid blijven. Overbeek is vanaf 2005 redacteur van tijdschrift "British Politics". Vanaf 2019 is hij extern lid van de Examencommissie Universiteit Leiden.
- Bibliothèque nationale de France: cb123181084 (data)
- Gemeinsame Normdatei: 123728398
- International Standard Name Identifier: 0000 0001 1560 5887
- Library of Congress Control Number: n82048494
- NARCIS: PRS1287162
- Nationale Bibliotheek van Israël: 987007425260105171
- Nederlandse Thesaurus van Auteursnamen: 07331627X
- Parlement.com: vjs3m6cl7kx0
- Système universitaire de documentation: 032082568
- Virtual International Authority File: 14840105
- WorldCat: E39PBJbMcCMTkf7xpxrRcymcfq